# Nieuwe Meerderheid
Nieuwe Meerderheid (Nueva Mayoría) was een politieke partij in Peru, met als belangrijkste leiders Alberto Fujimori, Martha Hildebrandt, Jaime Yoshiyama en Martha Chávez. Chávez was de eerste vrouw die de rol van voorzitter van het Peruviaanse congres bekleedde.

## Geschiedenis
Nieuwe Meerderheid werd opgericht in 1992, in aanloop naar de verkiezingen van dat jaar die bedoeld waren om Fujimori's nieuwe grondwet van Peru goed te keuren. Fujimori was in 1990 als leider van Verandering 90 aan de macht gekomen en had in 1992 een autocoup gepleegd, ofwel een staatsgreep tegen zijn eigen regering waarbij hij het Peruviaanse parlement buiten spel had gezet.
In 1995 deed Nieuwe Meerderheid mee aan de algemene verkiezingen in een alliantie met Verandering 90, waarin Fujimori opnieuw werd gekozen tot president van Peru en de alliantie de meerderheid haalde in het congres. Tijdens de verkiezingen van 2000 deed het mee aan de verkiezingen in de alliantie Perú 2000, waarin naast de eerste twee partijen nu ook Vamos Vecino meedeed.

### Vladivideo's
In 2000 ontstond er het schandaal van de zogenaamde Vladivideo's; dit waren video's die onder meer een omkoping van Vladimiro Montesinos vertoonden, de toenmalige chef van de geheime dienst, en de eerste bewijzen aan de dag legden van de corruptie die door de regering van Alberto Fujimori was gepleegd. De president trad hierop af. Het parlement accepteerde dit echter niet en zette de president zelf af, waarna een overgangsregering volgde onder leiding van Valentín Paniagua.
Terwijl Fujimori als balling in Japan verbleef, deden Nieuwe Meerderheid en Verandering 90 opnieuw samen mee aan de congresverkiezingen van 2001, ditmaal zonder een kandidaat voor het presidentschap te stellen. Na de verkiezingen namen de alliantieleden Martha Chávez, Luz Salgado en Carmen Lozada zitting in het congres.
Tijdens de regering van Alejandro Toledo Manrique, Luz Salgado en Carmen Lozada werd Chavéz geschorst omdat ze verdacht werd van betrokkenheid bij de corruptie; uiteindelijk werd ze in 2005 van de aanklachten vrijgesproken.

### Najaren
In 2005 ging Nieuwe Meerderheid na lange onderhandelingen met Fujimori opnieuw in zee met Verandering 90, in de alliantie Alliantie voor de Toekomst waartoe ook Sí Cumple (voorheen Vamos Vecino) weer toetrad.
Tijdens de verkiezingen van 2006 was Martha Chávez presidentskandidaat en behaalde ze rond 10% van de stemmen. Dertien leden van de alliantie kwamen in het congres, met de meeste stemmen voor Keiko Fujimori, de dochter van Alberto Fujimori die na de scheiding van haar ouders ook een tijd lang de first lady van het land was.
Vanaf 2009 vormden Nieuwe Meerderheid en Sí Cumple samen met de partij Renovación een nieuwe alliantie onder de naam Kracht 2011, na de verkiezingen van 2011 gewijzigd in Kracht van het Volk; Verandering 90 deed niet mee aan deze alliantie. Kracht 2011 schoof Keiko Fujimori naar voren als presidentskandidaat; haar vader zat op dat moment inmiddels gevangenisstraf van 25 jaar uit. Het was echter Ollanta Humala die de verkiezingen won met zijn alliantie Peru Wint.

### Uitschrijving van de partij
In 2012 werd de inschrijving van Nieuwe Meerderheid als politieke partij opgeheven door de verkiezingsraad (Jurado Nacional de Elecciones), omdat de partij in 2011 de verkiezingsdrempel niet had gehaald.